# دختر شاه مرداب
دختر شاه مرداب (به انگلیسی: The Marsh King's Daughter) یک فیلم دلهره‌آور روان‌شناختی محصول سال ۲۰۲۳ به کارگردانی نیل برگر و نویسندگی ال اسمیت و مارک ال. اسمیت است که بر اساس رمانی به همین نام اثر کارن دیون در سال ۲۰۱۷ ساخته شده‌است. در این فیلم دیزی ریدلی، بن مندلسون، گرت هدلند، کارن پیستوریوس، بروکلین پرینس و گیل بیرمنگام به ایفای نقش پرداخته‌اند.
این فیلم در ۳ نوامبر ۲۰۲۳ توسط لاینزگیت فیلمز و رودساید اترکشنز در ایالات متحده منتشر شد.

## داستان
در مورد زنی جوان به نام هلنا (با بازی دیزی ریدلی) است که یک زندگی به ظاهر عادی دارد اما راز تاریکی را از همه پنهان می‌کند. پدر هلنا در واقع پادشاه مرداب بدنام است، کسی که در گذشته او و مادرش را برای سال‌ها در اسارت نگه داشته بود. حال هلنا پس از یک عمر تلاش برای فرار از گذشته خود، زمانی که پدرش به‌طور غیرمنتظره‌ای از زندان فرار می‌کند، مجبور می‌شود بار دیگر با گذشته روبرو شده و…

## تولید
فیلمبرداری در ۷ ژوئن ۲۰۲۱ در انتاریو، کانادا آغاز شد. فیلمبرداری به‌طور رسمی در ۶ اوت ۲۰۲۱ به پایان رسید.

## بازخوردها
در وب‌سایت جمع‌آوری نقد راتن تومیتوز از ۳۶ نقد منتقد، با میانگین امتیاز ۵٫۴ از ۱۰ مثبت هستند. اجماع این وب‌سایت می‌گوید: «دختر پادشاه مرداب با وعده‌های فراوان شروع می‌شود و بازیگران قابل توجهی دارد، اما سرعت سرکش و نتیجه‌گیری ناشیانه داستان بر آن‌ها غلبه می‌کند». در متاکریتیک که از میانگین وزنی استفاده می‌کند، بر اساس ۱۳ منتقد، امتیاز ۴۶ از ۱۰۰ را به فیلم اختصاص داده‌است که نشان دهنده نقدهای «مختلط یا متوسط» است.